# Eduard Makri
Eduard Makri (ur. 5 czerwca 1957 w Gjirokastrze) – albański aktor, reżyser i scenarzysta.

## Życiorys
W 1981 ukończył studia na wydziale dramatu Instytutu Sztuk w Tiranie. Po studiach rozpoczął współpracę ze Studiem Filmowym Nowa Albania (alb. Kinostudio Shqiperia e Re) jako reżyser i scenarzysta. Na dużym ekranie zadebiutował w 1980 niewielką rolą Vaso w filmie Vellezer dhe shoke. Zagrał dziewięć ról w albańskich filmach fabularnych. W latach 1981–1983 pracował także jako asystent reżysera, współpracując z Dhimitrem Anagnostim, Xhanfise Keko i z Piro Milkanim. W 1988 zrealizował samodzielnie film Shpresa, a dwa lata później Shpella e piratëve, do którego także napisał scenariusz.
W 1992 objął stanowisko dyrektora wydziału w ministerstwie kultury, młodzieży i sportu. W 2000 wyemigrował wraz z rodziną do Kanady i zamieszkał w Toronto. Zagrał tam w trzech serialach telewizyjnych. Jest członkiem ACTRA (Alliance of Canadian Cinema, Television and Radio Artists). W 2019 objął stanowisko przewodniczącego Narodowego Centrum Kinematografii, zastępując Ilira Butkę. W latach 2020–2023 zasiadał w komisji dokonującej wyboru filmów albańskich ubiegających się o nagrodę Amerykańskiej Akademii Filmowej.

## Role filmowe
- 1980: Vëllezër dhe shokë jako Vaso
- 1981: Agimet e stinës së madhe jako Aristoteli
- 1981: Një natë pa dritë jako Kola
- 1981: Në kufi të dy legjendave jako Fani
- 1982: Besa e kuqe jako Gjergji
- 1985:  Gurët e shtëpisë sime jako partyzant Fisniku
- 1987: Në emër të lirisë jako partyzant Andrea
- 1988: Shpresa jako Piro
- 2004: Alicja w krainie prawa jako malarz Andrei Tristan (serial telewizyjny)
- 2005: Missed Field Goal jako kierowca
- 2005-2013: Katastrofa w przestworzach jako Malamas/technik pokładowy
- 2006: Mayday jako Dimitrios Malamas
- 2006: Poszukiwani jako Viktor Borsky

## Filmy wyreżyserowane
- 1959: Duke ecur drejt shpresës (film dokumentalny)
- 1985: Vjeshte e nxehte e '41
- 1988: Shpresa
- 1990: Shpella e piratëve